# Carlos Felipe Morales

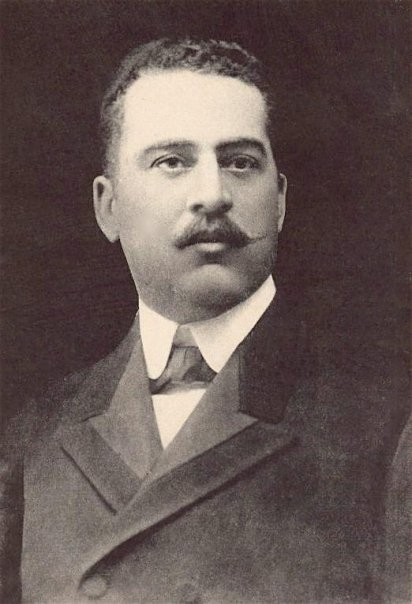

Carlos Felipe Morales Languasco foi um padre, político e militar dominicano. Nasceu em Puerto Plata, República Dominicana, em 23 de agosto de 1868. Atuou como governador de Puerto Plata durante a presidência de Alejandro Woss y Gil, contra quem liderou um golpe de Estado em 23 de novembro de 1903. Em seguida, atuou como presidente da República Dominicana de 24 de novembro de 1903 até sua renúncia em 29 de dezembro de 1905. Durante este período, deu aos Estados Unidos o direito de administrar a alfândega para pagar a dívida em que o governo dominicano tinha se envolvido desde a presidência de Ulises Heureaux. Faleceu em Paris, França em 1 de março de 1914.